# NGC 227
NGC 227 là một thiên hà dạng hạt đậu nằm cách Mặt trời khoảng 237 triệu năm ánh sáng trong chòm sao Kình Ngư. Nó được phát hiện vào ngày 1 tháng 10 năm 1785 bởi William Herschel.